# Clairoix
Clairoix (prononcé [klɛ.ʁwa]) est une commune française située dans le département de l'Oise, en région Hauts-de-France.

## Géographie

### Description
Clairoix est un bourg périurbain situé aux confins du Valois et de la Picardie, limitrophe de Compiègne, qui  garde un certain cachet rural. Le village s'étale au pied d'une colline culminant à 155 m d'altitude, le mont Ganelon.
Sa superficie est de 470 hectares.
La Ligne de Creil à Jeumont et son passage à niveau, jugé dangereux par l'État, et deux axes routiers, la nationale 31 et l'ex-nationale 32, bordent la partie la plus ancienne.
La gare de Compiègne est la station de chemin de fer la plus proche de la commune. Elle est desservie par des trains TER Hauts-de-France qui effectuent des missions entre les gares : de Paris-Nord et de Saint-Quentin  et de Compiègne à Amiens
Au début du XIXe siècle, Louis Graves indiquait que le territoire de Clairoix a « une figure à peu-près rectangulaire, ayant sa dimension principale dans la direction N.-E. S.-0. Le cours de l'Oise le sépare au sud-est de ceux de Compiègne et de Choisy-au-Bac. La vallée d'Aronde le divise en deux sections, dont l'une s'étend dans la plaine de Margny, tandis que l'autre comprend la plus grande partie du Ganelon ».
Historiquement, le mont Ganelon a toujours eu une grande importance pour Clairoix, qui a exploité ses terres, ses sources, son vignoble, ses carrières, ses bois, etc. C'est sans doute la position stratégique de cette butte, près du confluent de deux grandes rivières, qui est à l'origine de la création du village.

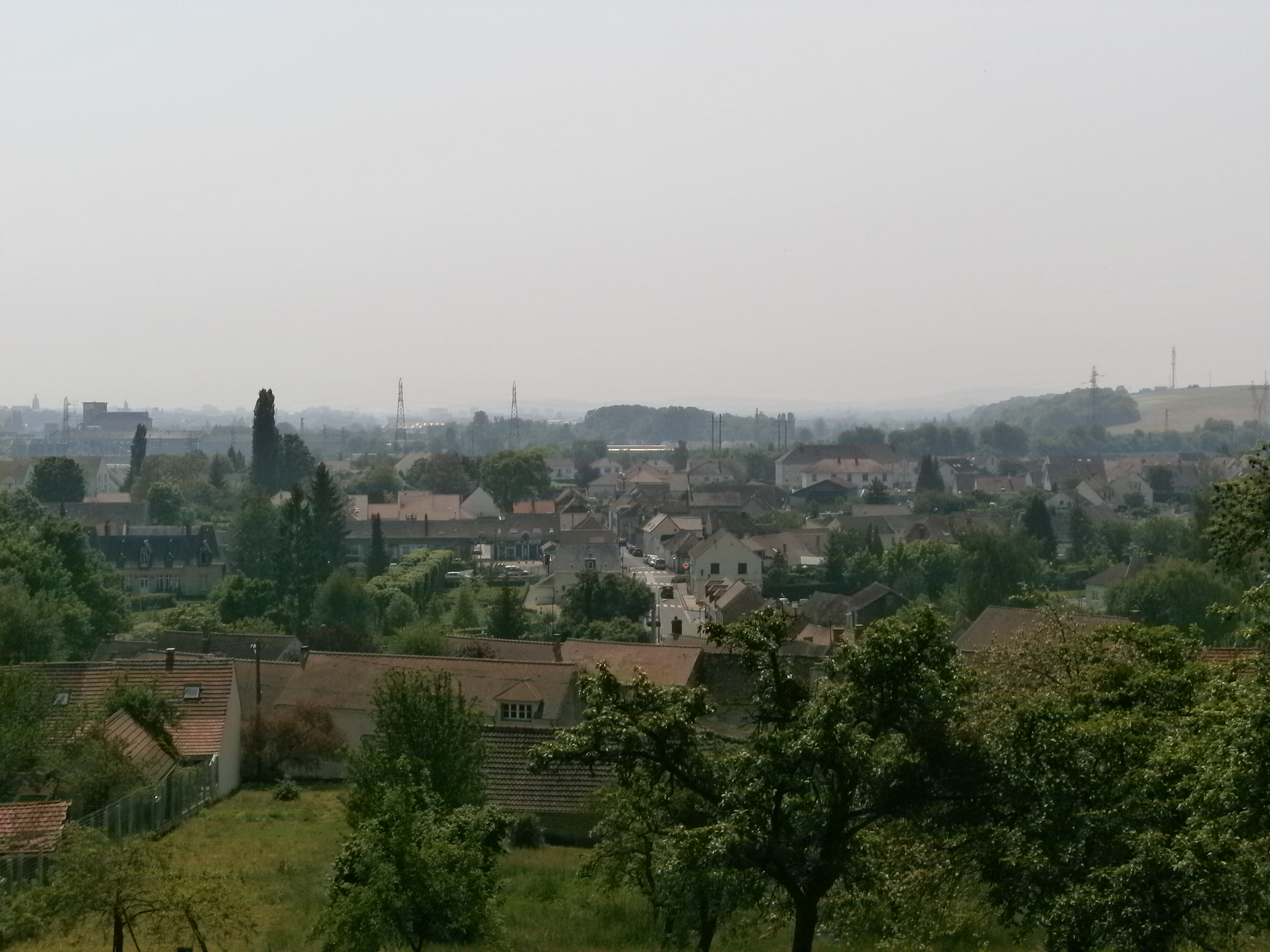
Vue du bourg depuis les hauteurs.
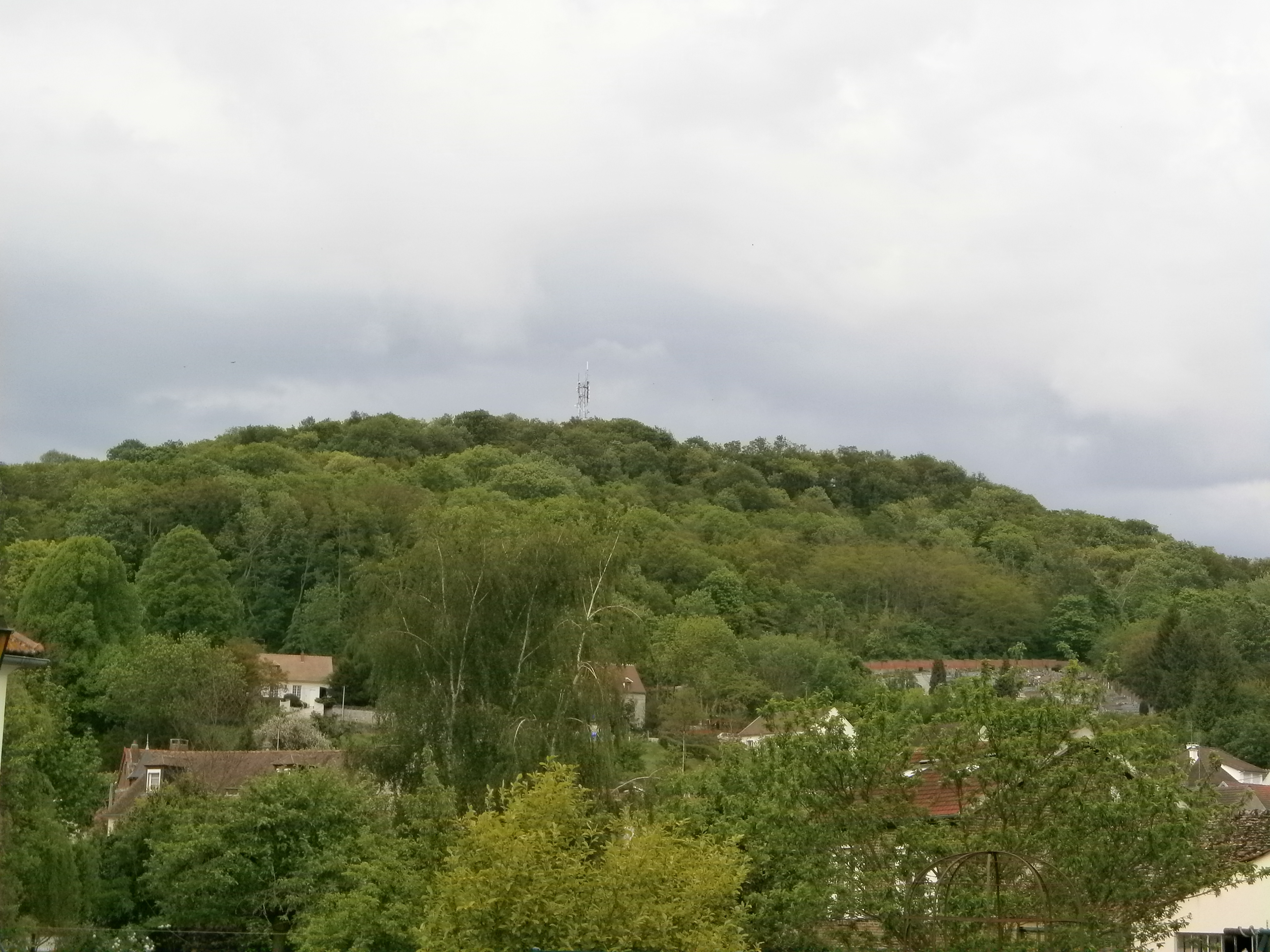
Le mont Ganelon vu depuis Clairoix.

### Communes limitrophes
| Coudun Bienville     | Longueil-Annel | Janville      |
|                      | Clairoix       | Choisy-au-Bac |
| Margny-lès-Compiègne | Compiègne      |               |

### Hydrographie

#### Réseau hydrographique
La commune est située dans le bassin Seine-Normandie. Elle est drainée par l'Aisne, l'Oise et l'Aronde,.
L'Aisne est un  cours d'eau naturel navigable de 256 km de longueur, traversant les cinq départements Meuse, Marne, Ardennes, Aisne, Oise. Elle est un affluent en rive gauche de l'Oise, ce qui fait d'elle un sous-affluent de la Seine.
L'Oise prend sa source en Belgique, à 309 mètres d'altitude, dans l'ancienne commune de Forges et se jette dans la Seine à 20 mètres d'altitude, au Pointil en rive droite et en aval du centre de Conflans-Sainte-Honorine dans le département des Yvelines. D'une longueur 341 kilomètres, elle est presque entièrement navigable et bordée de canaux sur 104 kilomètres. Les caractéristiques hydrologiques de l'Oise sont données par la station hydrologique située sur la commune de Saint-Loup-sur-Aujon. Le débit moyen mensuel est de 0,623 m3/s. Le débit moyen journalier maximum est de 461 m3/s, atteint lors de la crue du 4 mai 2013. Le débit instantané maximal est quant à lui de 20,5 m3/s, atteint le même jour.

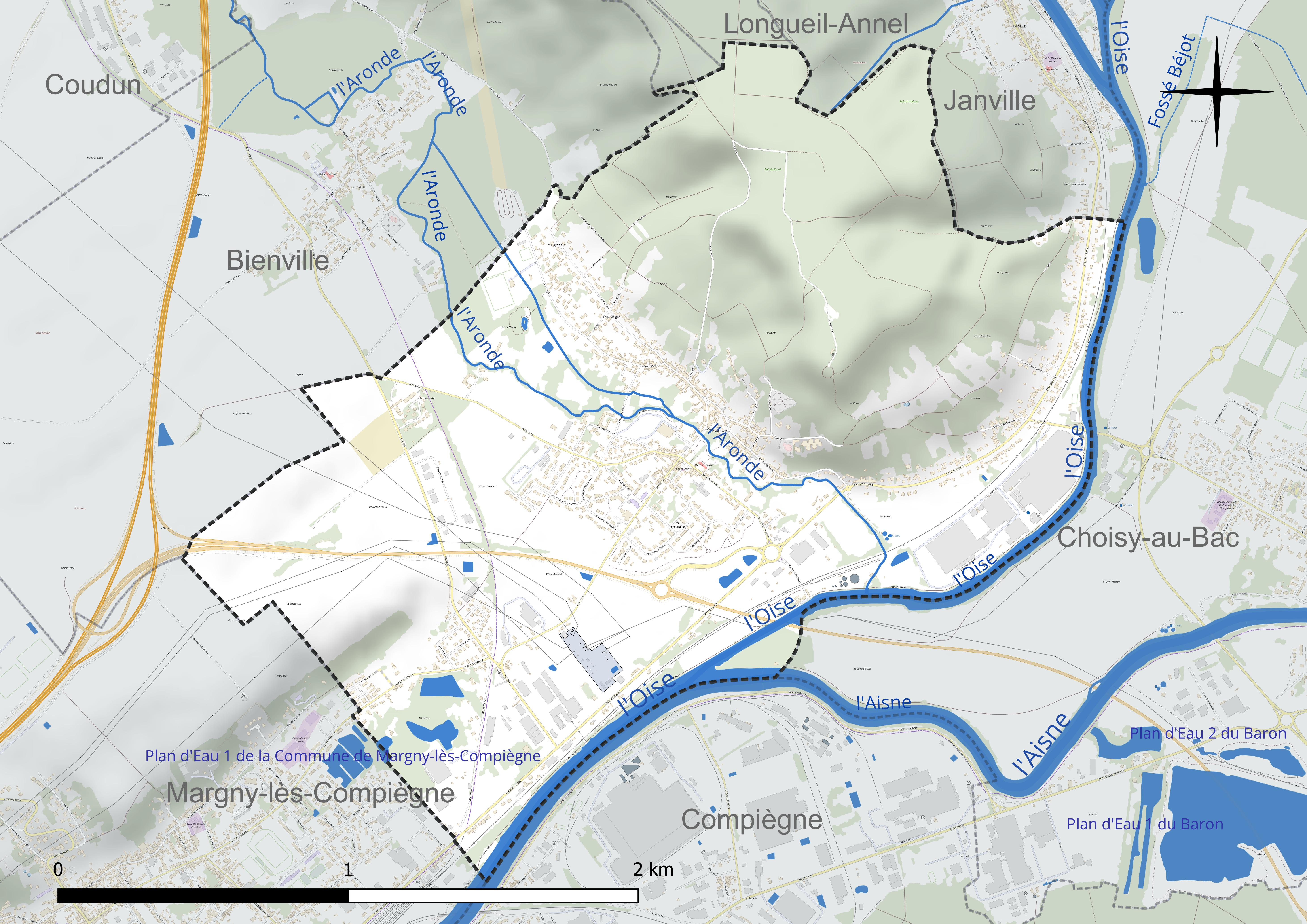
Réseau hydrographique de Clairoix.

L'Aronde, d'une longueur de 26 km, prend sa source dans la commune de Montiers et se jette  dans l'Oise (rive gauche) sur la commune, après avoir traversé 13 communes. Les caractéristiques hydrologiques de l'Aronde sont données par la station hydrologique située sur la commune. Le débit moyen mensuel est de 1,17 m3/s. Le débit moyen journalier maximum est de 4,73 m3/s, atteint lors de la crue du 3 février 1995. Le débit instantané maximal est quant à lui de 4,75 m3/s, atteint le même jour.

#### Gestion et qualité des eaux
Le territoire communal est couvert par le schéma d'aménagement et de gestion des eaux (SAGE) « Sensée ». Ce document de planification concerne un territoire de 789 km2 de superficie, délimité par trois bassins versants en totalité ou en partie (Aisne, Oise et Aronde). Le périmètre a été arrêté le 16 octobre 2001 et le SAGE proprement dit a été approuvé le 8 juin 2009, puis révisé le 27 novembre 2019. La structure porteuse de l'élaboration et de la mise en œuvre est le syndicat mixte Oise-Aronde.
La qualité des cours d'eau peut être consultée sur un site dédié géré par les agences de l'eau et l'Agence française pour la biodiversité.

### Climat
Pour des articles plus généraux, voir Climat des Hauts-de-France et Climat de l'Oise.
En 2010, le climat de la commune est de type climat océanique dégradé des plaines du Centre et du Nord, selon une étude du CNRS s'appuyant sur une série de données couvrant la période 1971-2000. En 2020, Météo-France publie une typologie des climats de la France métropolitaine dans laquelle la commune est dans une zone de transition entre le climat océanique et le climat océanique altéré et est dans la région climatique Nord-est du bassin Parisien, caractérisée par un ensoleillement médiocre, une pluviométrie moyenne régulièrement répartie au cours de l'année et un hiver froid (3 °C).
Pour la période 1971-2000, la température annuelle moyenne est de 10,6 °C, avec une amplitude thermique annuelle de 14,9 °C. Le cumul annuel moyen de précipitations est de 718 mm, avec 10,8 jours de précipitations en janvier et 8,2 jours en juillet. Pour la période 1991-2020, la température moyenne annuelle observée sur la station météorologique la plus proche, située sur la commune de Margny-lès-Compiègne à 3 km à vol d'oiseau, est de 11,2 °C et le cumul annuel moyen de précipitations est de 633,5 mm,. Pour l'avenir, les paramètres climatiques de la commune estimés pour 2050 selon différents scénarios d'émission de gaz à effet de serre sont consultables sur un site dédié publié par Météo-France en novembre 2022.
| Mois                                  | jan.          | fév.           | mars           | avril         | mai             | juin          | jui.          | août           | sep.          | oct.          | nov.             | déc.             | année     |
| ------------------------------------- | ------------- | -------------- | -------------- | ------------- | --------------- | ------------- | ------------- | -------------- | ------------- | ------------- | ---------------- | ---------------- | --------- |
| Température minimale moyenne (°C)     | 1,5           | 1,8            | 3,4            | 5,4           | 8,8             | 11,5          | 13,3          | 13,3           | 10,5          | 8,2           | 4,7              | 2,2              | 7         |
| Température moyenne (°C)              | 3,9           | 4,8            | 7,5            | 10,5          | 13,8            | 16,9          | 19            | 18,9           | 15,6          | 12            | 7,5              | 4,5              | 11,2      |
| Température maximale moyenne (°C)     | 6,4           | 7,9            | 11,6           | 15,5          | 18,8            | 22,2          | 24,7          | 24,6           | 20,7          | 15,9          | 10,3             | 6,9              | 15,5      |
| Record de froid (°C) date du record   | −15 07.01.09  | −10,3 07.02.12 | −10,4 13.03.13 | −4,8 07.04.21 | −0,6 07.05.1997 | 3,1 01.06.06  | 4,9 03.07.11  | 4,9 28.08.1998 | 0,5 30.09.18  | −4,6 28.10.03 | −10,4 24.11.1998 | −11,3 29.12.1996 | −15 2009  |
| Record de chaleur (°C) date du record | 14,8 09.01.15 | 19 27.02.19    | 25,1 31.03.21  | 27,5 19.04.18 | 30,6 27.05.05   | 35,5 18.06.22 | 41,5 25.07.19 | 39,2 12.08.03  | 34,8 15.09.20 | 28,2 01.10.11 | 20,2 06.11.18    | 16,4 07.12.00    | 41,5 2019 |
| Précipitations (mm)                   | 50,9          | 44,9           | 42,7           | 42,1          | 57,7            | 54,4          | 56,6          | 62,9           | 43,9          | 60,2          | 52,6             | 64,6             | 633,5     |

## Urbanisme
Jusqu'au milieu du XXe siècle, Clairoix est une commune essentiellement rurale. À part des minoteries et des tuileries-briqueteries, peu d'entreprises de production s'y implantent avant le XXe siècle. Le site industriel le plus important de la commune était l'usine de pneumatiques Continental (antérieurement Englebert, puis Uniroyal), qui faisait suite à une éphémère filature de soie artificielle,, et qui a fermé en 2010 après un important conflit social.
Le bourg a surtout une vocation résidentielle.

### Typologie
Au 1er janvier 2024, Clairoix est catégorisée ceinture urbaine, selon la nouvelle grille communale de densité à sept niveaux définie par l'Insee en 2022.
Elle appartient à l'unité urbaine de Compiègne, une agglomération intra-départementale regroupant quatorze  communes, dont elle est une commune de la banlieue,,. Par ailleurs la commune fait partie de l'aire d'attraction de Compiègne, dont elle est une commune de la couronne,. Cette aire, qui regroupe 101 communes, est catégorisée dans les aires de 50 000 à moins de 200 000 habitants,.

### Occupation des sols
L'occupation des sols de la commune, telle qu'elle ressort de la base de données européenne d'occupation biophysique des sols Corine Land Cover (CLC), est marquée par l'importance des territoires agricoles (38,4 % en 2018), une proportion sensiblement équivalente à celle de 1990 (38,8 %). La répartition détaillée en 2018 est la suivante : 
forêts (24,7 %), terres arables (23,8 %), zones urbanisées (18,5 %), zones industrielles ou commerciales et réseaux de communication (15,9 %), zones agricoles hétérogènes (8,6 %), prairies (6 %), eaux continentales (2,6 %). L'évolution de l'occupation des sols de la commune et de ses infrastructures peut être observée sur les différentes représentations cartographiques du territoire : la carte de Cassini (XVIIIe siècle), la carte d'état-major (1820-1866) et les cartes ou photos aériennes de l'IGN pour la période actuelle (1950 à aujourd'hui).

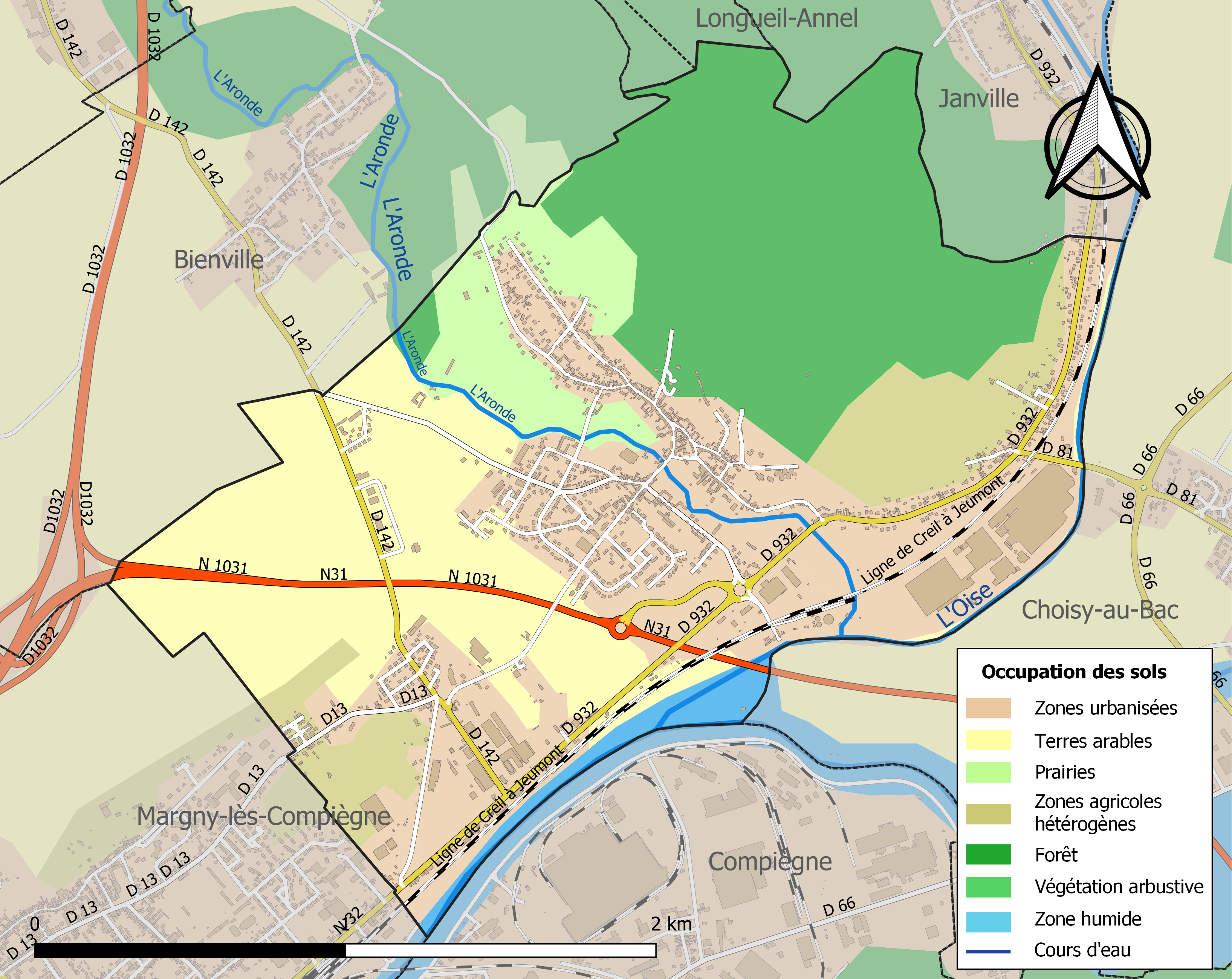
Carte des infrastructures et de l'occupation des sols de la commune en 2018 (CLC).

### Habitat et logement
En 2018, le nombre total de logements dans la commune était de 964, alors qu'il était de 887 en 2013 et de 828 en 2008.
Parmi ces logements, 93 % étaient des résidences principales, 0,6 % des résidences secondaires et 6,3 % des logements vacants. Ces logements étaient pour 83,8 % d'entre eux des maisons individuelles et pour 15,9 % des appartements.
Le tableau ci-dessous présente la typologie des logements à Clairoix en 2018 en comparaison avec celle de l'Oise et de la France entière. Une caractéristique marquante du parc de logements est ainsi une proportion de résidences secondaires et logements occasionnels (0,6 %) inférieure à celle du département (2,5 %) mais supérieure à celle de la France entière (9,7 %). Concernant le statut d'occupation de ces logements, 72,1 % des habitants de la commune sont propriétaires de leur logement (74,7 % en 2013), contre 61,4 % pour l'Oise et 57,5 pour la France entière.
| Typologie                                               | Clairoix | Oise | France entière |
| ------------------------------------------------------- | -------- | ---- | -------------- |
| Résidences principales (en %)                           | 93       | 90,4 | 82,1           |
| Résidences secondaires et logements occasionnels (en %) | 0,6      | 2,5  | 9,7            |
| Logements vacants (en %)                                | 6,3      | 7,1  | 8,2            |

### Voies de communication et transports
La commune est desservie, en 2023, par les lignes 2 et 109 du réseau TIC ainsi que par la ligne 19 du service AlloTIC. Elle est également desservie par les lignes 668 et 6321 du réseau interurbain de l'Oise.

### Projets d'aménagement
En 2021, la municipalité mentionne plusieurs projets de logements, notamment dans le secteur dit de la Grande Couture, une future ZAC de 8 ha : Route de Bienville, sur le terrain de l'ancien atelier de chaudronnerie et de mécanique générale Igea, plusieurs logements en accession à la propriété ainsi que des logements semi-sociaux avec accession progressive à la propriété seront proposés, afin d'attirer des familles. Une quarantaine de logements sont prévus sur la friche Barbosa. D'autre part, 40 logements intergénérationnels locatifs avec une salle d'échanges entre les locataires sont programmés dans l'ancienne ferme Meresse dont les travaux devraient débuter au premier semestre 2022.
Le développement économique sera assuré grâce à l'aménagement de la zone artisanale du Valadan II, ainsi que dans la création de 9 boutiques dans l'ancienne station essence désaffectée Oil France, au bord de la RD 932.
À échéance 2030 environ, la commune devrait atteindre 3 000 logements,,,.

## Toponymie
La localité a été désignée sous le noms de contra villam Clarisium (917) ; contra villam clarisium (1092) ; Claresia villa (1110) ; villa Clausa (vers 1180) ; Clarisia (1194) ; aque de Clarois (1201) ; Clarois (1207) ; versus Clarais (1236) ; Claroix (1242) ; Claroy (1256) ; Clarisius (1260) ; Clarese (1260) ; Claroy (XIIIe) ; Clairoix (1308) ; molendinum vadi de Clarois juxta Compendium (1311) ; claroiz (1385) ; au claroix (1402) ; Clairoi (vers 1517) ; Clairoy (vers 1517) ; Claroie (XVIe) ; Claroir (XVIe) ; Clarix (XVIe) ; Claroys (1598) ; Cleroy (1646).

## Histoire

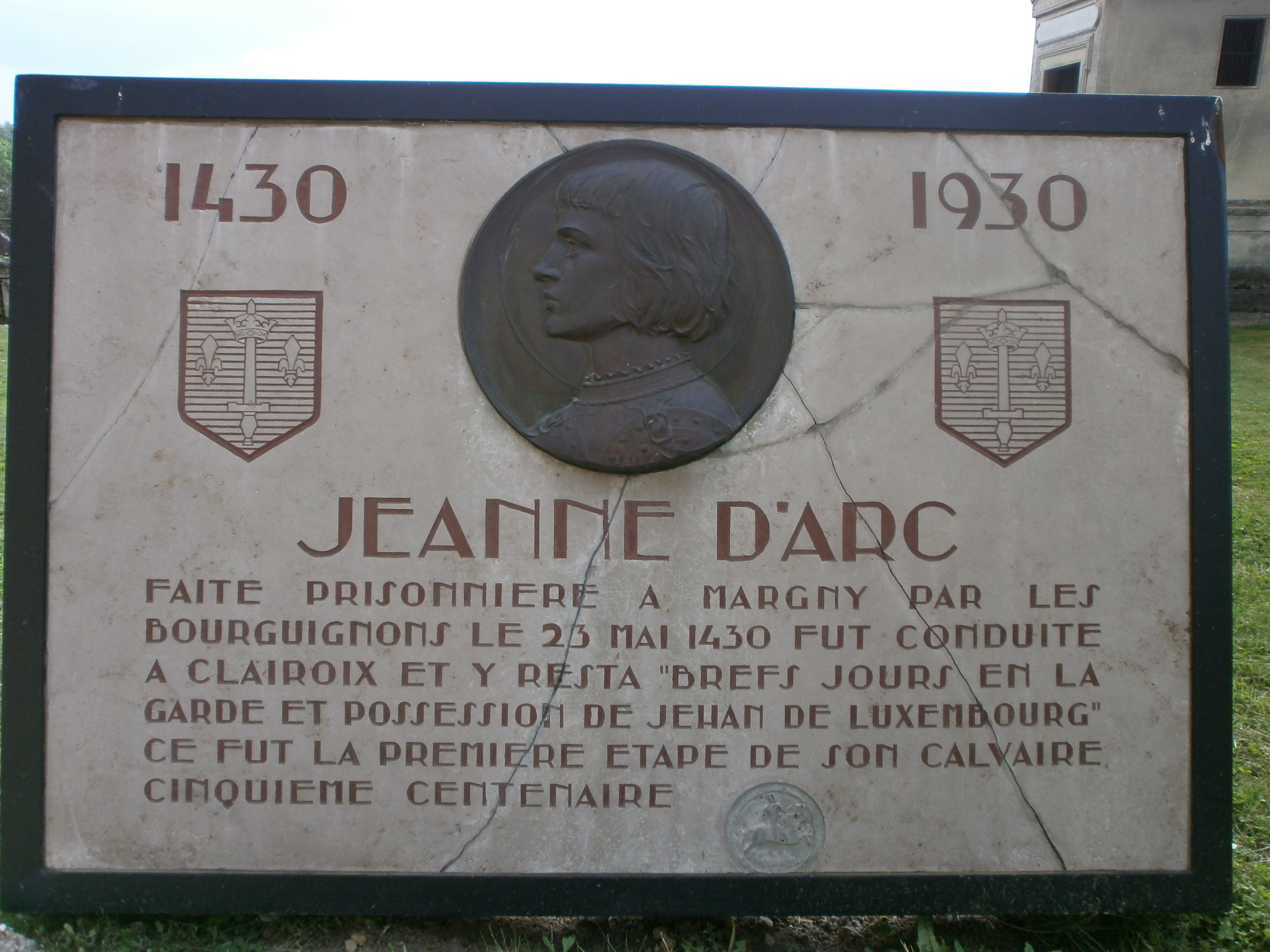
Plaque commémorative du passage de Jeanne d'Arc à Clairoix.

### Moyen Âge
Le village est marqué notamment par le passage de Jeanne d'Arc, qui y serait restée une nuit sous la garde de Jean II de Luxembourg-Ligny (Jehan de Luxembourg) : une plaque commémorative a été créée en 1930.

### Époque contemporaine
Janville a été fugacement intégré de 1827 à 1832 à la commune de Clairoix, instituée par la Révolution française.
En 1850, Clairoix avait sur son territoire deux carrières, un four à plâtre, une tuilerie, cinq moulins à eau et  un moulin à vent. La population était agricole. Un bac permettait de franchir la rivière au lieu-ditdu Bac-à-l'Aumône. La commune disposait d'un presbytère, d'une école et de pâtures indivises avec Bienville, ainsi qu'un Jeu d'arc.
Lors de la Première Guerre mondiale, le bourg est relativement épargné, et le maire, Comte de Comminges, réussit à préserver sa commune du pillage par les
soldats et a été de ce fait l'objet d'une citation à l'ordre du Corps d'Armée. La commune subit néanmoins des destructions et a  été décoré de la Croix de guerre 1914-1918, le 21 février 1921.
Après l'armistice, le maire, Comte de Comminges, installe chez lui une permanence de secours aux Régions libérées.
La ville abritait une des deux usines de pneumatiques du groupe allemand Continental AG. L'usine était spécialisée dans la production de pneu tourisme. En 2007, confrontée à un ralentissement de son activité et pour sauvegarder la compétitivité de la division pneu tourisme et camionnette, la direction du groupe veut faire baisser de 8 % le coût de sa masse salariale en faisant passer le temps de travail de 35 à 40 heures avec une hausse de salaire de 92 euros. L'usine de Clairoix qui emploie alors 1 113 salariés accepte le compromis contre la promesse que le site sera maintenu et ses carnets de commandes remplis jusqu'en 2012. Mais Continental annonce le mercredi 11 mars 2009 la fermeture du site de production. Après des recours juridiques, l'usine ferme le 31 mars 2010. Le 30 septembre 2014, la cour d'appel d'Amiens invalide le motif économique des licenciements de 683 anciens salariés de l'usine de Clairoix et condamne le groupe « à payer à chacun des salariés les dommages et intérêts qui leur ont été alloués par les jugements confirmés » (soit 30 à 36 mois d'indemnités selon les salarié). L'argument de l'équipementier qui expliquait avoir déployé 200 millions d'euros pour reclasser les salariés n'a pas porté.
En 2016, le comité de lutte estime que 350 ex-Conti sont encore au chômage, et l'entreprise a dû payer 270 millions d'euros d'indemnisations pour avoir fermé l'usine sans motif économique réel.

## Politique et administration

### Rattachements administratifs et électoraux

#### Rattachements administratifs
La commune se trouve dans l'arrondissement de Compiègne du département de l'Oise.
Elle faisait partie de 1801 à 1973 du canton de Compiègne, année où celui-ci est scindé et la commune rattachée au canton de Compiègne-Nord. Dans le cadre du redécoupage cantonal de 2014 en France, cette circonscription administrative territoriale a disparu, et le canton n'est plus qu'une circonscription électorale.

#### Rattachements électoraux
Pour les élections départementales, la commune fait partie depuis 2014 du canton de Compiègne-1.
Pour l'élection des députés, elle fait partie de la sixième circonscription de l'Oise.

### Intercommunalité
Clairoix était membre de la communauté d'agglomération dénommée  Agglomération de la région de Compiègne, un établissement public de coopération intercommunale (EPCI) à fiscalité propre créé en 1999 sous le statut de communauté de communes et auquel la commune avait transféré un certain nombre de ses compétences, dans les conditions déterminées par le code général des collectivités territoriales. Cette structure succédait au  SIVOM de Compiègne, créé en 1970.
Dans le cadre des dispositions de la loi portant nouvelle organisation territoriale de la République du 7 août 2015, qui prévoit que les établissements publics de coopération intercommunale (EPCI) à fiscalité propre doivent avoir un minimum de 15 000 habitants, cette intercommunalité a fusionné avec sa voisine pour former, le 1er janvier 2017, la communauté d'agglomération dénommée Agglomération de la Région de Compiègne et de la Basse Automne (ARCBA) dont est désormais membre la commune.

### Liste des maires
| Période                                  | Période                        | Identité                 | Étiquette | Qualité |
| ---------------------------------------- | ------------------------------ | ------------------------ | --------- | --- |
| Les données manquantes sont à compléter. |                                |                          |           | |
| 1792 ?                                   | 1795                           | Nicolas Étienne Bouchard |           | |
| 1795                                     | 1800                           | Louis Rollet             |           | |
| 1800                                     | 1808                           | André Luisin             |           | |
| 1808                                     | 1810                           | Jean Antoine Houlliez    |           | |
| 1810                                     | 1826                           | François Joseph Hemin    |           | |
| 1826                                     | 1830                           | Nicolas Laurent Lebel    |           | |
| 1830                                     | 1831                           | Jacques Robert Bove      |           | |
| 1831                                     | 1840                           | Pierre Antoine Candelot  |           | |
| 1840                                     | 1848                           | Louis François Goguet    |           | |
| 1848                                     | 1870                           | Louis Joseph Chevalier   |           | |
| 1870                                     | 1904                           | Lucien Bienaimé          |           | |
| 1904                                     | 1919                           | Aimery de Comminges,     |           | Comte, militaire et homme de lettres français Chevalier de la Légion d'honneur Chevalier de l'ordre du Dragon d'Annam ; Chevalier des Palmes académiques ; Croix de guerre 1914-1918 Médaille commémorative de l'expédition du Tonkin prix Montyon |
| 1919                                     | 1923                           | Alfred Bédiez            |           | |
| 1923                                     | ?                              | Edmond Fontaine          |           | |
|                                          | 1938                           | Émile Leclère            |           | |
| Les données manquantes sont à compléter. |                                |                          |           | |
| 1945                                     | 1953                           | Albert Jorrand           |           | |
| 1953                                     | 1957                           | Jean Desmarest           |           | |
| 1957                                     | 1961                           | Paul Gilibert            |           | |
| 1961                                     | 1965                           | Georges Sézille          |           | |
| 1965                                     | 1977                           | Julien Bourin            |           | |
| 1977                                     | 1978                           | Louis Bayart             |           | |
| 1978                                     | 1980                           | Georges Matagne          |           | |
| 1980                                     | avril 2000                     | René Marsigny            |           | Démissionnaire |
| 2000                                     | En cours (au 17 décembre 2021) | Laurent Portebois        | DVG       | Vice-président de l'ARCBA (2017 → ) Réélu pour le mandat 2020-2026 |

### Distinctions et labels
Ville fleurie : une fleur attribuée en 2007 au Concours des villes et villages fleuris. Une deuxième fleur lui est attribuée en 2009.

## Équipements et services publics
La commune a mis en service en 2019 le « Multipôle », qui regroupe de nombreux services aux familles, tels que garderie, périscolaire, aide aux devoirs, bibliothèque ou centre de loisirs. S'y ajoute un city-stade proximité des clubs de BMX et de football, et de la voie verte qui part en direction de Bienville.

### Enseignement
L'école du Mont-Ganelon, aménagée dans l'ancienne mairie, scolarise environ 140 élèves à la rentrée 2021/2022.

### Équipements sportifs
La commune dispose d'un gymnase construit en 1984, dont le parquet de basket refait en 2020 se révèle mal posé, ce qui en interdit l'utilisation jusqu'à ce que les recours aient aboutis.

## Population et société

### Démographie

#### Évolution démographique
L'évolution du nombre d'habitants est connue à travers les recensements de la population effectués dans la commune depuis 1793. Pour les communes de moins de 10 000 habitants, une enquête de recensement portant sur toute la population est réalisée tous les cinq ans, les populations de référence des années intermédiaires étant quant à elles estimées par interpolation ou extrapolation. Pour la commune, le premier recensement exhaustif entrant dans le cadre du nouveau dispositif a été réalisé en 2007.

En 2022, la commune comptait 2 220 habitants, en évolution de +3,16 % par rapport à 2016 (Oise : +0,87 %, France hors Mayotte : +2,11 %).
| 1793 | 1800 | 1806 | 1821 | 1831 | 1836 | 1841 | 1846 | 1851 |
| ---- | ---- | ---- | ---- | ---- | ---- | ---- | ---- | ---- |
| 536  | 578  | 601  | 559  | 900  | 655  | 671  | 650  | 684  |

| 1856 | 1861 | 1866 | 1872 | 1876 | 1881 | 1886 | 1891 | 1896 |
| ---- | ---- | ---- | ---- | ---- | ---- | ---- | ---- | ---- |
| 685  | 638  | 660  | 714  | 628  | 667  | 688  | 663  | 710  |

| 1901 | 1906 | 1911 | 1921 | 1926 | 1931 | 1936  | 1946  | 1954  |
| ---- | ---- | ---- | ---- | ---- | ---- | ----- | ----- | ----- |
| 722  | 785  | 775  | 814  | 977  | 966  | 1 038 | 1 088 | 1 324 |

| 1962  | 1968  | 1975  | 1982  | 1990  | 1999  | 2006  | 2007  | 2012  |
| ----- | ----- | ----- | ----- | ----- | ----- | ----- | ----- | ----- |
| 1 357 | 1 714 | 1 798 | 1 580 | 1 614 | 1 952 | 1 979 | 1 985 | 2 113 |

| 2017  | 2022  | - | - | - | - | - | - | - |
| ----- | ----- | - | - | - | - | - | - | - |
| 2 165 | 2 220 | - | - | - | - | - | - | - |

#### Pyramide des âges
La population de la commune est relativement jeune.
En 2018, le taux de personnes d'un âge inférieur à 30 ans s'élève à 33,5 %, soit en dessous de la moyenne départementale (37,3 %). À l'inverse, le taux de personnes d'âge supérieur à 60 ans est de 24,8 % la même année, alors qu'il est de 22,8 % au niveau départemental.
En 2018, la commune comptait 1 084 hommes pour 1 106 femmes, soit un taux de 50,5 % de femmes, légèrement inférieur au taux départemental (51,11 %).
Les pyramides des âges de la commune et du département s'établissent comme suit.
| Hommes | Classe d’âge | Femmes |
| ------ | ------------ | ------ |
| 0,5    | 90 ou +      | 0,9    |
| 5,8    | 75-89 ans    | 8,0    |
| 17,1   | 60-74 ans    | 17,3   |
| 21,9   | 45-59 ans    | 23,9   |
| 18,2   | 30-44 ans    | 19,1   |
| 17,0   | 15-29 ans    | 13,4   |
| 19,4   | 0-14 ans     | 17,3   |

| Hommes | Classe d’âge | Femmes |
| ------ | ------------ | ------ |
| 0,5    | 90 ou +      | 1,4    |
| 5,5    | 75-89 ans    | 7,6    |
| 15,6   | 60-74 ans    | 16,3   |
| 20,8   | 45-59 ans    | 20     |
| 19,4   | 30-44 ans    | 19,4   |
| 17,6   | 15-29 ans    | 16,2   |
| 20,6   | 0-14 ans     | 19,1   |

## Économie
L'ancien site industriel Continental, fermé en 2010, a été racheté par le transporteur PKM Logistique et renommé Confluences. En 2019, huit autres entreprises et PKM sont implantés sur le site, soit 359 salariés, et 4 ont annoncé leur arrivée en 2020, ce qui devrait porter les effectifs du site à 500 emplois. Le développement du site est envisagé en lien avec la création du Canal Seine-Nord,.
D'autres entreprises sont implantées à Clairoix, telles que Transdev Picardie-Acary, qui y exploite un dépôt d'autocars et d'autobus ou l'entreprise de recyclage de métaux Galloo, d'environ 25 salariés, qui a subi un important incendie en 2021, révélant divers manquements graves dans l'exploitation du site notamment en matière de formation du personnel à la lutte contre les incendies, de respect des quantités de matière stockée sur site.

## Culture locale et patrimoine

### Lieux et monuments

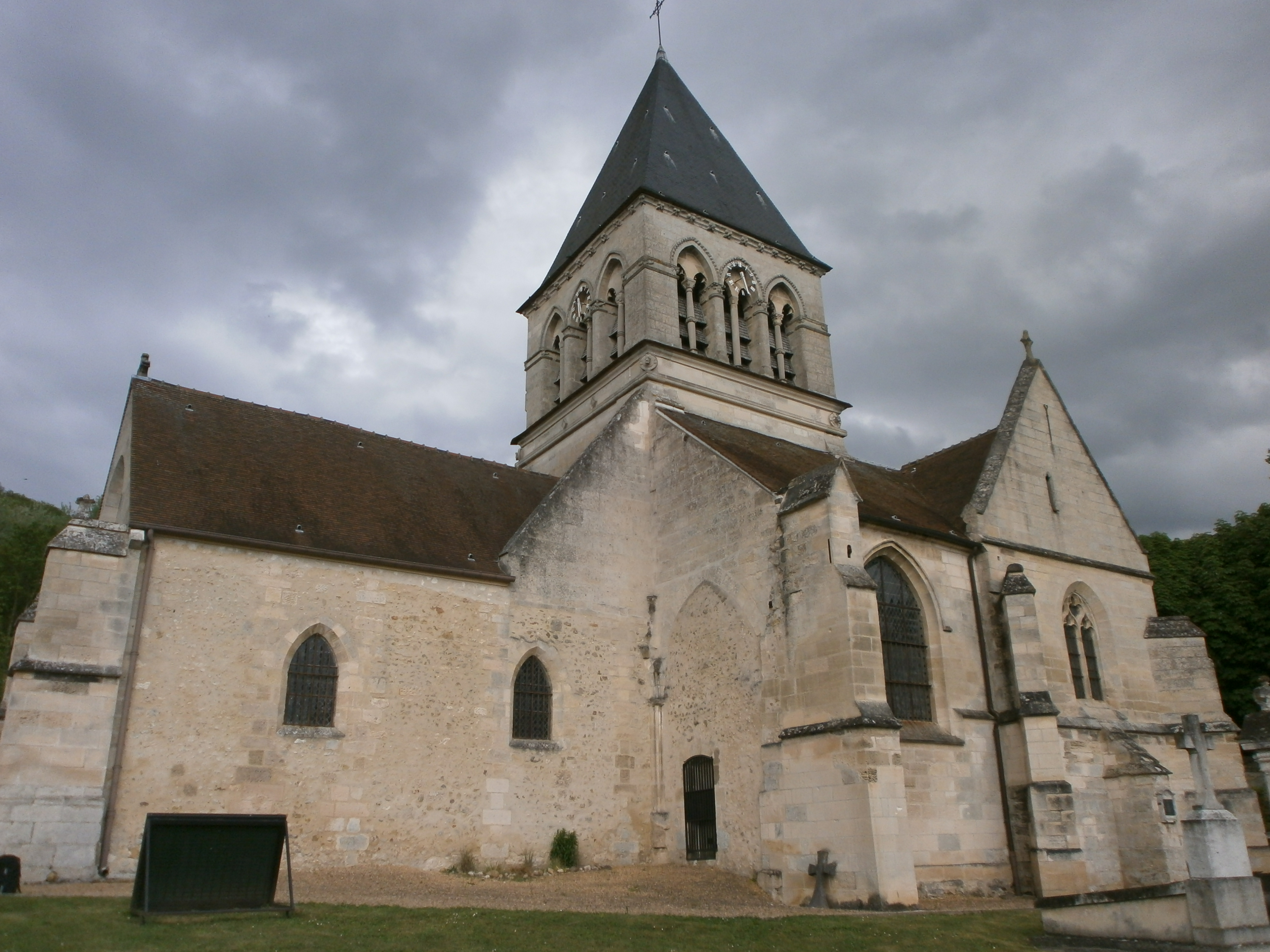
L'église.

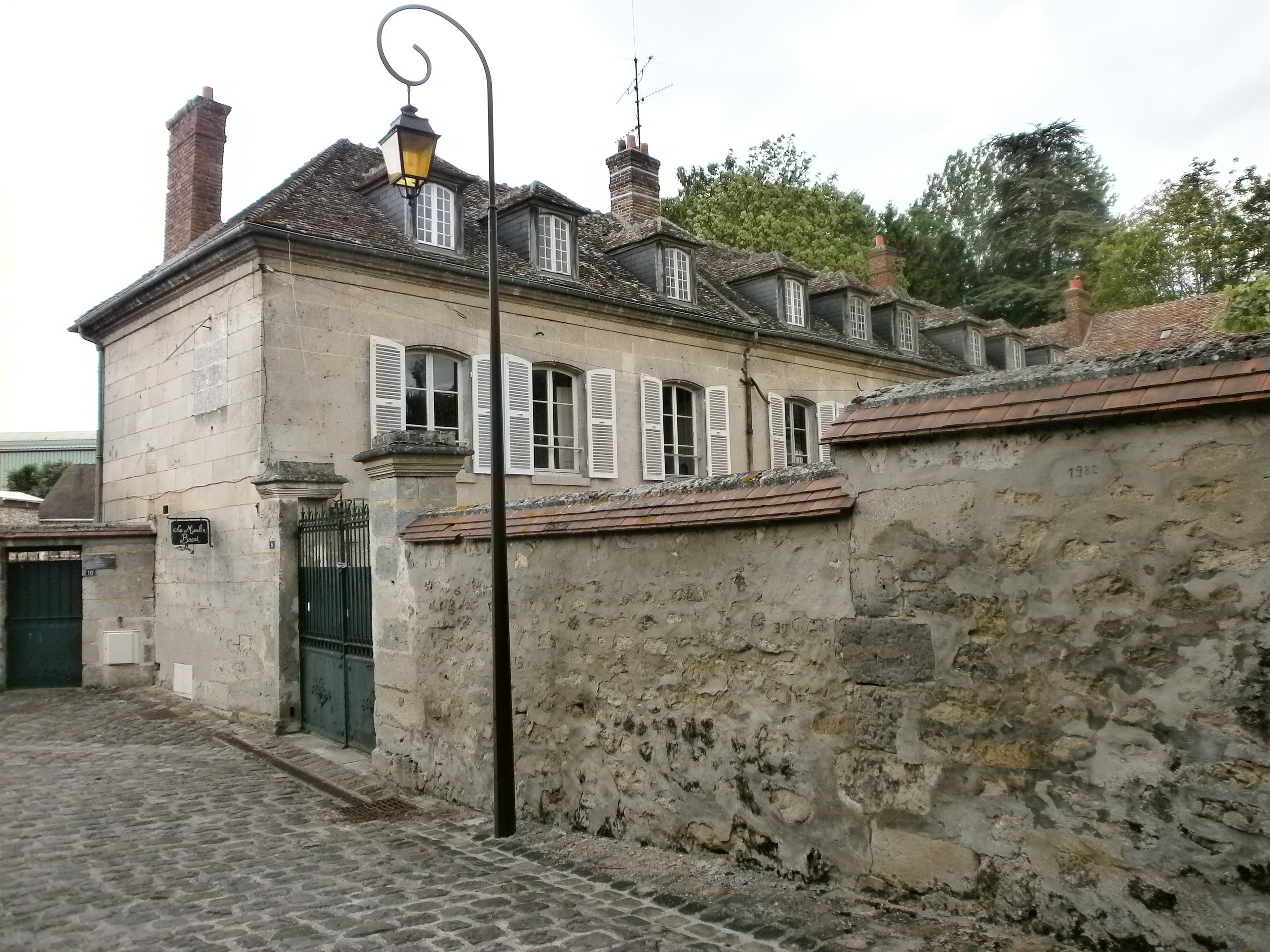
Le moulin Bacot.

Clairoix compte un  monument historique sur son territoire :
- Église Saint-Étienne (inscrite aux monuments historiques par arrêté du 4 février 1926[57]) : Elle a probablement été construite à partir du début du XIIIe siècle, mais les profonds remaniements à partir du XVIe siècle et la simplicité de son architecture ne permettent plus de reconstituer avec certitude l'évolution de l'édifice au fil des siècles. Ainsi, l'on ignore si les bas-côtés de la nef ont jamais été mis en œuvre, et comment s'explique l'enchevêtrement d'éléments gothiques et Renaissance sur l'étage de beffroi du clocher, qui se distingue du reste de l'édifice par son élégance, et n'a pas son pareil dans les environs. Il paraît seulement probable que l'actuelle croisée du transept était initialement une première travée droite du chœur, et que les actuels croisillons n'ont été ajoutés qu'à la période gothique flamboyante. Kirs de cette campagne, toutes les voûtes sont refaites. Leurs clés de voûte délicatement sculptées font le principal intérêt de l'intérieur de l'église, hormis le mobilier. La clé de la base du clocher affiche les trois croissants d'Henri II, et renseigne ainsi sur la période de l'achèvement des remaniements flamboyants, au milieu du XVIe siècle. 
Le portail, de pure style Renaissance, est plaqué devant la façade un peu plus tard. Puis, au milieu du XVIIe siècle, un pilier du clocher est refait, ainsi que les supports des voûtes à l'ouest de l'ancien transept. Comme l'indique un départ de voûtes dans l'angle entre nef et ancien croisillon sud, le voûtement ou la construction des bas-côtés est encore à l'ordre du jour. Mais au début du XIXe siècle, il n'y a déjà plus (ou toujours pas) de bas-côtés, et les arcades reliant la base du clocher aux anciens croisillons du transept se trouvent bouchées.
Joseph Pinchon a réalisé une fresque sur le mur surmontant l'arc d'entrée du chœur[58],[59].

On peut également signaler :
Parmi les autres édifices remarquables de Clairoix figurent la « villa Sibien » (siège de l'ADAPEI de l'Oise), la propriété de Comminges (centre d'accueil de loisirs de la RATP), le Clos de l'Aronde, actuelle mairie, qui a hébergé quelques familles illustres comme celles d'Hervé Clérel de Tocqueville, de Joseph Pinchon (dessinateur de Bécassine), ou de Louis Duval-Arnould.
L'Aronde a longtemps fait tourner cinq moulins à eau, associés à d'importantes bâtisses devenues petit à petit, au XIXe siècle, des propriétés privées. Le village garde un moulin à eau, le moulin Bacot, ainsi que le moulin de Froisselle (dont l'activité a cessé en 1955).

### Légendes
Louis Graves indique que, « Selon la croyance populaire, on aurait exécuté sur le mont de Clairoix le traître Ganelon, dont la félonie causa la mort de Roland à la bataille de Roncevaux ; d'où le nom de la colline.
D'autres versions disent que Ganelon fit construire un château sur ce plateau, et que delà il correspondait, au moyen de signaux, avec ses frères, dont l'un commandait à Dammartin et l'autre dans la forteresse de Montépilloy ; mais le relief du pays rend cette supposition inadmissible, à moins de signaux intermédiaires ».

### Personnalités liées à la commune
- Jeanne d'Arc (vers 1412-1432), qui aurait passé une nuit de captivité à Clairoix, juste après sa prise devant Compiègne.
- Joseph Pinchon (1871-1953), artiste illustrateur, dessinateur notamment de Bécassine. Entre 1876 et 1914, la famille Pinchon réside au « Clos de l'Aronde »[61],[62].
- Hervé Clérel de Tocqueville, père d'Alexis de Tocqueville, se retire à Clairoix, où il est enterré après la chute de la monarchie de Juillet[63].
- Louis Duval-Arnould (1863-1942), député de Parisn a habité le « Clos de l'Aronde ».

### Héraldique
| [[Image:\|Blason à dessiner\|100px]] | Blason  | D'azur au chevron vivré renversé d'argent, accompagné en chef d'une épée posée en pal surmontée d'une couronne et accosté de deux fleurs de lys le tout d'or ; et deux coquilles du même en pointe (au chef d'or chargé du nom de la commune en lettres capitales de sable). |
| [[Image:\|Blason à dessiner\|100px]] | Détails | Le statut officiel du blason reste à déterminer. |